# Gigantodax ortizi
Gigantodax ortizi är en tvåvingeart som beskrevs av Peter Wolfgang Wygodzinsky 1973. Gigantodax ortizi ingår i släktet Gigantodax och familjen knott.
Artens utbredningsområde är Venezuela. Inga underarter finns listade i Catalogue of Life.